# Leichtathletik-Junioreneuropameisterschaften 2015

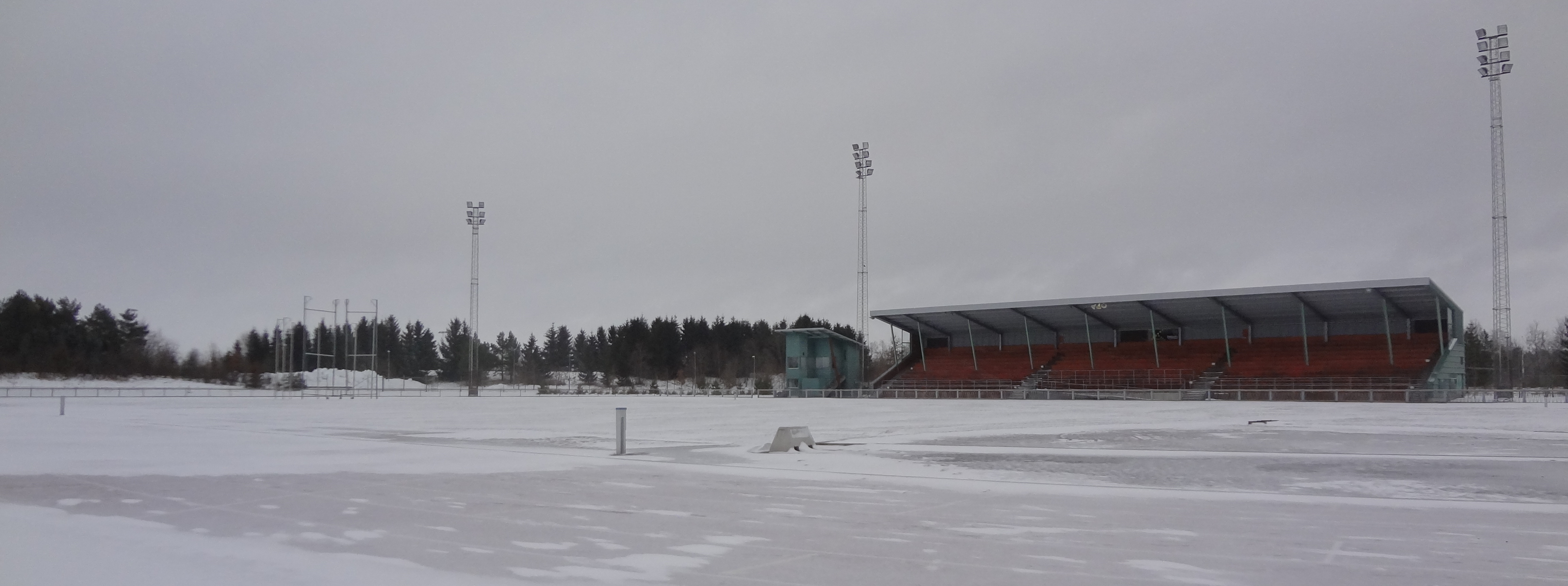
Ekängens Leichtathletikarena im Dezember 2013

Die 23. Leichtathletik-Junioreneuropameisterschaften (U20) fanden vom 16. bis 19. Juli 2015 in der Ekängens Friidrottsarena der schwedischen Stadt Eskilstuna statt. Der Kongress des Europäischen Leichtathletikverbandes (engl.: European Athletics Congress) stimmte am 4. Mai 2013 in Berlin auf seiner 137. offiziellen Sitzung für Eskilstuna und damit gegen Regensburg.

## Ergebnisse

### Männer

#### 100 m
| Platz | Athlet                 | Land | Zeit (s) |
| ----- | ---------------------- | ---- | -------- |
| 1     | Ojie Edoburun          | GBR  | 10,36    |
| 2     | Joseph Dewar           | GBR  | 10,46    |
| 3     | Emil von Barth         | SWE  | 10,64    |
| 4     | Reuben Arthur          | GBR  | 10,67    |
| 5     | Austin Hamilton        | SWE  | 10,72    |
| 6     | Gustav Kjell           | SWE  | 10,76    |
| 7     | Sylvain Chuard         | SUI  | 10,82    |
| 8     | Ioan Andrei Melnicescu | ROU  | 10,90    |

#### 200 m
| Platz | Athlet           | Land | Zeit (s) |
| ----- | ---------------- | ---- | -------- |
| 1     | Tommy Ramdhan    | GBR  | 20,57    |
| 2     | Eliott Powell    | GBR  | 20,72    |
| 3     | Even Meinseth    | NOR  | 20,94    |
| 4     | Jonathan Quarcoo | NOR  | 20,99    |
| 5     | Daniele Corsa    | ITA  | 21,10    |
| 6     | Freddie Owsley   | GBR  | 21,13    |
| 7     | Kacper Wieczorek | POL  | 21,47    |
| 8     | Kai Köllmann     | GER  | 21,49    |

#### 400 m
| Platz | Athlet              | Land | Zeit (s) |
| ----- | ------------------- | ---- | -------- |
| 1     | Benjamin Lobo Vedel | DEN  | 46,48    |
| 2     | Karsten Warholm     | NOR  | 46,50    |
| 3     | Batuhan Altıntaş    | TUR  | 46,95    |
| 4     | Bertrand Stephan    | FRA  | 47,32    |
| 5     | Jesus Serrano       | ESP  | 47,39    |
| 6     | Darwin Echeverry    | ESP  | 47,47    |
| 7     | Wiktor Suwara       | POL  | 47,60    |
| 8     | Dariusz Kowaluk     | POL  | 47,90    |

#### 800 m
| Platz | Athlet                  | Land | Zeit (min) |
| ----- | ----------------------- | ---- | ---------- |
| 1     | Kyle Langford           | GBR  | 1:48,99    |
| 2     | Konstantin Tolokonnikow | RUS  | 1:49,00    |
| 3     | Mateusz Borkowski       | POL  | 1:49,21    |
| 4     | Kalle Berglund          | SWE  | 1:49,88    |
| 5     | Konstantin Kholmogorow  | RUS  | 1;49,93    |
| 6     | Andreas Kramer          | SWE  | 1:50,66    |
| 7     | Marc Reuther            | GER  | 1:50,73    |
| 8     | Lorenzo Pilati          | ITA  | 1:51,71    |

#### 1500 m
| Platz | Athlet             | Land | Zeit (min) |
| ----- | ------------------ | ---- | ---------- |
| 1     | Josh Kerr          | GBR  | 3:49,62    |
| 2     | Baptiste Mischler  | FRA  | 3:49,88    |
| 3     | Andriy Aliksiychuk | UKR  | 3:50,22    |
| 4     | Ayoub Mokhtar      | ESP  | 3:50,63    |
| 5     | Robbie Fitzgibbon  | GBR  | 3:50,67    |
| 6     | Jordi Torrents     | ESP  | 3:51,18    |
| 7     | Yassin Bouih       | ITA  | 3:52,28    |
| 8     | Andrew Coscoran    | IRL  | 3:52,33    |

#### 5000 m
| Platz | Athlet              | Land | Zeit (min) |
| ----- | ------------------- | ---- | ---------- |
| 1     | Alex George         | GBR  | 14:34,42   |
| 2     | Simon Debognies     | BEL  | 14:34,67   |
| 3     | Yemaneberhan Crippa | ITA  | 14:35,39   |
| 4     | Kevin Mulcaire      | IRL  | 14:39,14   |
| 5     | El Madhi Lahoufi    | ESP  | 14:39,18   |
| 6     | Hugo Hay            | FRA  | 14:43,86   |
| 7     | Gus Cockle          | GBR  | 14:44,11   |
| 8     | Pietro Riva         | ITA  | 14:45,76   |

#### 10.000 m
| Platz | Athlet                | Land | Zeit (min)  |
| ----- | --------------------- | ---- | ----------- |
| 1     | Pietro Riva           | ITA  | 30:20,45    |
| 2     | Fabian Gering         | GER  | 30:20,69    |
| 3     | Dieter Kersten        | BEL  | 30:21,85    |
| 4     | Maarten Kersten       | BEL  | 30:24,69    |
| 5     | Onur Aras             | TUR  | 30:28,36    |
| 6     | Alessandro Giacobazzi | ITA  | 30:29,55 PB |
| 7     | Ramazan Karagöz       | TUR  | 30:33,59    |
| 8     | Jack Rowe             | GBR  | 30:35,39    |

#### 10.000 m Bahngehen
| Platz | Athlet               | Land | Zeit (min)   |
| ----- | -------------------- | ---- | ------------ |
| 1     | Diego García         | ESP  | 40:05,21 SB  |
| 2     | Wladislaw Sarajkin   | RUS  | 40:59,28     |
| 3     | Pablo Oliva          | ESP  | 41:00,73 PB  |
| 4     | Jean Blancheteau     | FRA  | 41:14,75 NJR |
| 5     | Zaharías Tsamoudákis | GRE  | 41:31,44 SB  |
| 6     | Nathaniel Seiler     | GER  | 41:33,47     |
| 7     | Callum Wilkinson     | GBR  | 41:34,63 NJR |
| 8     | Muratcan Karapınar   | TUR  | 41:58,07 NUR |

#### 110 m Hürden (99 cm)
| Platz | Athlet              | Land | Zeit (s) |
| ----- | ------------------- | ---- | -------- |
| 1     | Kamil Salimullin    | RUS  | 13,60    |
| 2     | Florian Lickteig    | GER  | 13,64    |
| 3     | Henrik Hannemann    | GER  | 13,67    |
| 4     | Dylan Caty          | FRA  | 13,73    |
| 5     | Alain-Hervé Mfomkpa | SUI  | 13,89    |
| 6     | Sergey Solodow      | RUS  | 13,96    |
| 7     | Patrick Elger       | GER  | 14,12    |
| 8     | Gerard Porras       | ESP  | 14,14    |

#### 400 m Hürden
| Platz | Athlet          | Land | Zeit (s) |
| ----- | --------------- | ---- | -------- |
| 1     | Victor Coroller | FRA  | 50,53    |
| 2     | Joshua Abuaku   | GER  | 51,46 PB |
| 3     | Dominik Hufnagl | AUT  | 51,74 PB |
| 4     | Jack Lawrie     | GBR  | 52,09    |
| 5     | Dany Brand      | SUI  | 52,16    |
| 6     | Iñigo Rodriguez | ESP  | 52,18 PB |
| 7     | Mykyta Chesak   | UKR  | 52,59    |
| 8     | Mikel Martinez  | ESP  | 52,74    |

#### 3000 m Hindernis
| Platz | Athlet               | Land | Zeit (min) |
| ----- | -------------------- | ---- | ---------- |
| 1     | Yohanes Chiappinelli | ITA  | 8:47,58    |
| 2     | Patrick Karl         | GER  | 8:54,10    |
| 3     | Balázs Juhász        | HUN  | 8:58,11 PB |
| 4     | Simone Colombini     | ITA  | 9:06,47    |
| 5     | Iwo Balabanow        | BUL  | 9:08,16    |
| 6     | Samuel Abascal       | ESP  | 9:09,14    |
| 7     | Lennart Mesecke      | GER  | 9:09,66    |
| 8     | Jannik Seelhöfer     | GER  | 9:09,68    |

#### 4 × 100 m Staffel
| Platz | Land        | Athleten                                                           | Zeit (min) |
| ----- | ----------- | ------------------------------------------------------------------ | ---------- |
| 1     | Schweden    | Emil von Barth Austin Hamilton Thobias Montler Gustav Kjell        | 39,73 NJR  |
| 2     | Polen       | Artur Wasilewski Przemysław Adamski Krzysztof Wróbel Eryk Hampel   | 40,00      |
| 3     | Frankreich  | Nans André Maxime Gardes Clement Barbier Amaury Golitin            | 40,02      |
| 4     | Italien     | Simone Tanzilli Daniele Corsa Ferdinando Mulassano Enrico Luciano  | 40,40      |
| 5     | Deutschland | Roger Gurski Alexander Deckert Fabian Netzlaff Deniz Almas         | 40,68      |
| 6     | Finnland    | Jyri Kangasharju Valtteri Kalliokulju Oskari Lehtonen Aleksi Lehto | 40,93      |
| 7     | Irland      | Eoin Doherty Zak Irwin Scott Gibson Joseph Ojewumi                 | 41,09      |
|       | Norwegen    | Sondre Kåstad Even Meinseth Jonathan Quarcoo Øystein Klareng       | DSQ        |

#### 4 × 400 m Staffel
| Platz | Land         | Athleten                                                                    | Zeit (min) |
| ----- | ------------ | --------------------------------------------------------------------------- | ---------- |
| 1     | Russland     | Andrej Jefremow Andrej Kukharenko Konstantin Tolokonnikow Ilja Krasnow      | 3:08,35    |
| 2     | Italien      | Giuseppe Leonardi Leonardo Vanzo Simone Serafini Daniele Corsa              | 3:10,04    |
| 3     | Deutschland  | Constantin Schmidt Pascal Unbehaun Jaakkima Rösler Aleksi Rösler            | 3:10,12    |
| 4     | Polen        | Wiktor Suwara Dawid Kapała Kamil Mroczek Dariusz Kowaluk                    | 3:10,40    |
| 5     | Belgien      | Alexander Doom Christian Iguacel Dylan Owusu Elroy Doraene                  | 3:14,12    |
| 6     | Rumänien     | Cristian Florentin Nedelcu Madalin Dorian Gheban Zeno Moraru Cristian Radu  | 3:17,30    |
|       | Frankreich   | Yassin Zaoujal Etienne Merville Victor Coroller Bertrand Stephan            | DSQ        |
|       | Griechenland | Ioannis Logothetis Dimitrios Levantinos Nikolaos Ebeoglou Christos Kotitsas | DSQ        |

#### Hochsprung
| Platz | Athlet                 | Land | Höhe (m) |
| ----- | ---------------------- | ---- | -------- |
| 1     | Jonas Kløjgaard Jensen | DEN  | 2,23 PB  |
| 2     | Dawid Wawrzyniak       | POL  | 2,23 =PB |
| 3     | Oleksandr Barannikov   | UKR  | 2,19     |
| 4     | Ilya Spitsyn           | RUS  | 2,19     |
| 5     | Danil Lyssenko         | RUS  | 2,17     |
| 5     | Pawel Seliwerstau      | BLR  | 2,17 PB  |
| 7     | Stefan Tigler          | GER  | 2,17 =PB |
| 8     | Filip Kossmann         | POL  | 2,13 =PB |

#### Stabhochsprung
| Platz | Athlet               | Land | Höhe (m) |
| ----- | -------------------- | ---- | -------- |
| 1     | Adam Hague           | GBR  | 5,50     |
| 2     | Niko Koskinen        | FIN  | 5,35 =PB |
| 3     | Alioune Sene         | FRA  | 5,30 =PB |
| 4     | Tomas Wecksten       | FIN  | 5,25     |
| 5     | Timur Morgunow       | RUS  | 5,25 PB  |
| 6     | Luigi Robert Colella | ITA  | 5,25     |
| 6     | Charlie Myers        | GBR  | 5,25 =PB |
| 8     | Aleix Pi             | ESP  | 5,20     |

#### Weitsprung
| Platz | Athlet              | Land | Weite (m) |
| ----- | ------------------- | ---- | --------- |
| 1     | Anatoliy Ryapolow   | RUS  | 7,96 =PB  |
| 2     | Jacob Fincham-Dukes | GBR  | 7,75 PB   |
| 3     | Filippo Randazzo    | ITA  | 7,74 PB   |
| 4     | Thobias Montler     | SWE  | 7,68 PB   |
| 5     | Sam Healy           | IRL  | 7,44 PB   |
| 6     | Cedric Dufag        | FRA  | 7,43      |
| 7     | Kristian Bäck       | FIN  | 7,41      |
| 8     | Martyn Maklygin     | RUS  | 7,36      |

#### Dreisprung
| Platz | Athlet              | Land | Weite (m)        |
| ----- | ------------------- | ---- | ---------------- |
| 1     | Nazim Babayev       | AZE  | 17,04 CR WJL NJR |
| 2     | Tobia Bocchi        | ITA  | 16,51            |
| 3     | Pawlo Beznis        | UKR  | 16,10            |
| 4     | Pawel Markin        | RUS  | 16,08            |
| 5     | Montel Nevers       | GBR  | 15,98            |
| 6     | Christoph Garritsen | GER  | 15,93            |
| 7     | Simone Forte        | ITA  | 15,91            |
| 8     | Topias Koukkula     | FIN  | 15,55            |

#### Kugelstoßen
| Platz | Athlet                | Land | Weite (m)       |
| ----- | --------------------- | ---- | --------------- |
| 1     | Konrad Bukowiecki     | POL  | 22,62 CR WJL PB |
| 2     | Andrei Toader         | ROU  | 20,78           |
| 3     | Sebastiano Bianchetti | ITA  | 20,71 NJR       |
| 4     | Patrick Müller        | GER  | 20,48           |
| 5     | Martin Marković       | CRO  | 19,71           |
| 6     | Merten Howe           | GER  | 18,58           |
| 7     | Bartłomiej Stój       | POL  | 18,54           |
| 8     | Sergey Panschekchin   | RUS  | 18,44           |

#### Diskuswurf
| Platz | Athlet           | Land | Weite (m)    |
| ----- | ---------------- | ---- | ------------ |
| 1     | Bartłomiej Stój  | POL  | 68,02 CR NJR |
| 2     | Martin Marković  | CRO  | 67,11        |
| 3     | Henning Prüfer   | GER  | 64,18        |
| 4     | Domantas Poška   | LTU  | 62,70        |
| 5     | Giulio Anesa     | ITA  | 62,11 NJR    |
| 6     | Wiktar Trus      | BLR  | 61,30 PB     |
| 7     | Oskari Perälampi | FIN  | 60,73 PB     |
| 8     | Tony Zeuke       | GER  | 59,68        |

#### Hammerwurf
| Platz | Athlet                  | Land | Weite (m) |
| ----- | ----------------------- | ---- | --------- |
| 1     | Bence Halász            | HUN  | 79,60 CR  |
| 2     | Miguel Alberto Blanco   | ESP  | 79,05 PB  |
| 3     | Matija Gregurić         | CRO  | 77,35     |
| 4     | Yuriy Kuziv             | RUS  | 77,32 PB  |
| 5     | Wolodymyr Mysslywtschuk | UKR  | 76,64 PB  |
| 6     | Taylor Campbell         | GBR  | 75,63     |
| 7     | Igor Jewsejew           | RUS  | 74,73     |
| 8     | Aleksi Jaakkola         | FIN  | 73,22     |

#### Speerwurf
| Platz | Athlet               | Land | Weite (m)     |
| ----- | -------------------- | ---- | ------------- |
| 1     | Matija Muhar         | SLO  | 79,20 WJL NJR |
| 2     | Simon Litzell        | SWE  | 78,34         |
| 3     | Edis Matusevičius    | LTU  | 77,48 PB      |
| 4     | Ioannis Kyriazis     | GRE  | 77,05         |
| 5     | Miro Määttänen       | FIN  | 75,46 PB      |
| 6     | Jegor Nikolajew      | RUS  | 75,04         |
| 7     | Oliver Helander      | FIN  | 74,81         |
| 8     | Wladislaw Panasenkow | RUS  | 74,09 PB      |

#### Zehnkampf
| Platz | Athlet                  | Land | Punkte   |
| ----- | ----------------------- | ---- | -------- |
| 1     | Jan Doležal             | CZE  | 7929 PB  |
| 2     | Karsten Warholm         | NOR  | 7764 NJR |
| 3     | Maksim Andralojz        | BLR  | 7717 PB  |
| 4     | Sybren Blok             | NED  | 7706 PB  |
| 5     | Feliks Schestopalow     | RUS  | 7614 PB  |
| 6     | Daniel Sturma           | GER  | 7646     |
| 7     | Alessandro Van de Sande | BEL  | 7433 PB  |
| 8     | Wital Schuk             | BLR  | 7315 PB  |

### Frauen

#### 100 m
| Platz | Athletin              | Land | Zeit (s) |
| ----- | --------------------- | ---- | -------- |
| 1     | Ewa Swoboda           | POL  | 11,52    |
| 2     | Lisa Mayer            | GER  | 11,64    |
| 3     | Kristina Siwkowa      | RUS  | 11,68    |
| 4     | Daryll Neita          | GBR  | 11,69    |
| 5     | Imani Lansiquot       | GBR  | 11,74    |
| 6     | Kryszina Zimanouskaja | BLR  | 11,85    |
| 7     | Naomi Van Den Broeck  | BEL  | 12,04    |
|       | Chantal Butzek        | GER  | DNS      |

#### 200 m
| Platz | Athletin              | Land | Zeit (s) |
| ----- | --------------------- | ---- | -------- |
| 1     | Gina Lückenkemper     | GER  | 22,41    |
| 2     | Shannon Hylton        | GBR  | 22,73    |
| 3     | Maroussia Paré        | FRA  | 23,05    |
| 4     | Charlotte McLennaghan | GBR  | 23,30    |
| 5     | Alicja Wrona          | POL  | 23,61    |
| 6     | Lieke Klaver          | NED  | 23,69    |
| 7     | Tasa Jiya             | NED  | 23,92    |
| 8     | Sharlene Mawdsley     | IRL  | 24,09    |

#### 400 m
| Platz | Athletin           | Land | Zeit (s) |
| ----- | ------------------ | ---- | -------- |
| 1     | Laviai Nielsen     | GBR  | 52,58    |
| 2     | Cheriece Hylton    | GBR  | 53,16 PB |
| 3     | Anastasija Bednowa | RUS  | 53,27    |
| 4     | Maja Pogorevc      | SLO  | 53,76 PB |
| 5     | Emily Rose Norum   | NOR  | 53,78 PB |
| 6     | Alice Mangione     | ITA  | 53,80 PB |
| 7     | Zdeňka Seidlová    | CZE  | 53,96 PB |
| 8     | Lina Nielsen       | GBR  | 54,72    |

#### 800 m
| Platz | Athletin            | Land | Zeit (min) |
| ----- | ------------------- | ---- | ---------- |
| 1     | Renée Eykens        | BEL  | 2:02,83    |
| 2     | Sarah Schmidt       | GER  | 2:04,55    |
| 3     | Aníta Hinriksdóttir | ISL  | 2:05,04    |
| 4     | Molly Long          | GBR  | 2:06,00    |
| 5     | Mhairi Hendry       | GBR  | 2:06,38    |
| 6     | Mareen Kalis        | GER  | 2:09,05    |
| 7     | Corane Gazeau       | FRA  | 2:09,57    |
| 8     | Irene Vian          | ITA  | 2:10,48    |

#### 1500 m
| Platz | Athletin                | Land | Zeit (min) |
| ----- | ----------------------- | ---- | ---------- |
| 1     | Bobby Clay              | GBR  | 4:17,91    |
| 2     | Amy Griffiths           | GBR  | 4:20,41    |
| 3     | Konstanze Klosterhalfen | GER  | 4:20,84    |
| 4     | Anastasia Marinakou     | GRE  | 4:25,23    |
| 5     | Kathryn Gillespie       | GBR  | 4:25,64    |
| 6     | Josephine Thestrup      | DEN  | 4:26,09    |
| 7     | Ingrid Halvorsen Folvik | NOR  | 4:26,56 PB |
| 8     | Julija Moros            | UKR  | 4:27,74    |

#### 3000 m
| Platz | Athletin            | Land | Zeit (min) |
| ----- | ------------------- | ---- | ---------- |
| 1     | Alina Reh           | GER  | 9:12,29    |
| 2     | Celia Antón         | ESP  | 9:16,36    |
| 3     | Anna Emilie Møller  | DEN  | 9:17,36    |
| 4     | Maria Larsen        | DEN  | 9:20,48 PB |
| 5     | Cassandre Beaugrand | FRA  | 9:22,94    |
| 6     | Ebba Andersson      | SWE  | 9:29,98    |
| 7     | Anastasia Marinakou | GRE  | 9:38,19    |
| 8     | Live Solheimdal     | NOR  | 9:41,54 PB |

Songül Konak  TUR, ehem. Platz 7, wurde wegen Dopings Ende März 2017 von der IAAF offiziell disqualifiziert.

#### 5000 m
| Platz | Athletin           | Land | Zeit (min)  |
| ----- | ------------------ | ---- | ----------- |
| 1     | Alina Reh          | GER  | 16:02,01    |
| 2     | Anna Emilie Møller | DEN  | 16:07,43 PB |
| 3     | Carmela Cardama    | ESP  | 16:23,81 PB |
| 4     | Alisa Vainio       | FIN  | 16:27,91 PB |
| 5     | Sarah Kistner      | GER  | 16:31,92 PB |
| 6     | Bronwen Owen       | GBR  | 16:40,82    |
| 7     | Live Solheimdal    | NOR  | 16:45,21 PB |
| 8     | Federica Sugamiele | ITA  | 16:49,13    |

#### 10.000 m Bahngehen
| Platz | Athlet                 | Land | Zeit (min)      |
| ----- | ---------------------- | ---- | --------------- |
| 1     | Klawdija Afanasijewa   | RUS  | 43:36,88 WJL PB |
| 2     | Olga Schargina         | RUS  | 44:01,08 PB     |
| 3     | Marija Losinowa        | RUS  | 44:07,44 PB     |
| 4     | Mária Pérez            | ESP  | 44:19,05 NJR    |
| 5     | Noemi Stella           | ITA  | 44:43,78 NJR    |
| 6     | Taika Nummi            | FIN  | 45:44,53 NJR    |
| 7     | Lidia Sánchez-Puebla   | ESP  | 45:47,88 PB     |
| 8     | Živilė Vaiciukevičiūtė | LTU  | 46:13,23 NJR    |

#### 100 m Hürden
| Platz | Athletin           | Land | Zeit (s) |
| ----- | ------------------ | ---- | -------- |
| 1     | Elwira Herman      | BLR  | 13,15    |
| 2     | Luca Kozák         | HUN  | 13,20    |
| 3     | Laura Valette      | FRA  | 13,21    |
| 4     | Petra Répási       | HUN  | 13,24    |
| 5     | Emma Koistinen     | FIN  | 13,54    |
| 6     | Ruslana Raschkawan | BLR  | 13,58    |
| 7     | Adriana Janic      | SWE  | 13,60    |
| 8     | Chloe Beaucarne    | BEL  | 14,62    |

#### 400 m Hürden
| Platz | Athletin            | Land | Zeit (s) |
| ----- | ------------------- | ---- | -------- |
| 1     | Nenah De Coninck    | BEL  | 57,85 PB |
| 2     | Inge Drost          | NED  | 57,88 PB |
| 3     | Ayomide Folorunso   | ITA  | 58,44    |
| 4     | Eleonora Marchiando | ITA  | 58,90    |
| 5     | Laura Gläsner       | GER  | 58,93    |
| 6     | Michaela Pešková    | SVK  | 59,50    |
| 7     | Laura Nürnberger    | GER  | 59,67    |
| 8     | Noémi Szűcs         | HUN  | 59,83    |

#### 3000 m Hindernis
| Platz | Athletin         | Land | Zeit (min)  |
| ----- | ---------------- | ---- | ----------- |
| 1     | Sümeyye Erol     | TUR  | 10:19,15 PB |
| 2     | Carolina Johnson | SWE  | 10:28,31    |
| 3     | Alisa Vainio     | FIN  | 10:30,83    |
| 4     | Veerle Bakker    | NED  | 10:34,24    |
| 5     | Moa Rothman      | SWE  | 10:40,38    |
| 6     | Amélie Svensson  | SWE  | 10:40,61    |
| 7     | Nicole Reinau    | ITA  | 10:41,95    |
| 8     | Antonia Hehr     | GER  | 10:43,57    |

#### 4 × 100 m Staffel
| Platz | Land                   | Athleten                                                                | Zeit (min) |
| ----- | ---------------------- | ----------------------------------------------------------------------- | ---------- |
| 1     | Vereinigtes Königreich | Shannon Malone Shannon Hylton Charlotte McLennaghan Imani Lansiquot     | 44,18      |
| 2     | Polen                  | Weronika Błażek Zuzanna Kaniecka Karolina Ciesielska Ewa Swoboda        | 45,28      |
| 3     | Frankreich             | Caroline Chaillou Cynthia Leduc Maroussia Paré Floriane Gnafoua         | 45,35      |
| 4     | Irland                 | Ciara Neville Gina Akpe-Moses Róisín Harrison Sharlene Mawdsley         | 45,38 NJR  |
| 5     | Zypern                 | Marianna Pisiara Olivia Fotopoulou Demetra Kyriakidou Paraskevi Andreou | 45,98      |
| 6     | Österreich             | Julia Schwarzinger Carina Pölzl Bettina Rinderer Susanne Walli          | 46,01      |
|       | Deutschland            | Nina Braun Lisa Mayer Gina Lückenkemper Tracey Schulz                   | DNF        |
|       | Niederlande            | Marijke Boogerd Eva Hovenkamp Lieke Klaver Tasa Jiya                    | DNF        |

#### 4 × 400 m Staffel
| Platz | Land                   | Athleten                                                                           | Zeit (min)  |
| ----- | ---------------------- | ---------------------------------------------------------------------------------- | ----------- |
| 1     | Vereinigtes Königreich | Cheriece Hylton Lina Nielsen Lily Beckford Laviai Nielsen                          | 3:34,36 WJL |
| 2     | Italien                | Alice Mangione Virginia Troiani Federica Putti Ayomide Folorunso                   | 3:37,45 NJR |
| 3     | Russland               | Anastassija Kudrijawzewa Julija Kondraschkina Walerija Zaplina Anastassija Bednowa | 3:37,57     |
| 4     | Norwegen               | Emily Rose Norum Sara Dorthea Jensen Karoline Daland Ingrid Linn Nordahl           | 3:38,98 NUR |
| 5     | Deutschland            | Hendrikje Richter Hannah Mergenthaler Lill-Ann Hochkeppler Lisa-Marie Jacoby       | 3:39,11     |
| 6     | Frankreich             | Fanny Peltier Pauline Gruffaz Lyndra-Sareena Carti Cassiopee Chatelle              | 3:39,76     |
| 7     | Tschechien             | Alena Symerská Jana Slavíková Markéta Škaldová Zdeňka Seidlová                     | 3:43,76     |
| 8     | Slowenien              | Ina Rojnik Anita Horvat Maja Pogorevc Julija Praprotnik                            | 3:46,30     |

#### Hochsprung
| Platz | Athletin           | Land | Höhe (m) |
| ----- | ------------------ | ---- | -------- |
| 1     | Morgan Lake        | GBR  | 1,91     |
| 2     | Nawal Meniker      | FRA  | 1,86     |
| 3     | Ellen Ekholm       | SWE  | 1,83 PB  |
| 4     | Natalija Aksenowa  | RUS  | 1,83     |
| 4     | Meike Reimer       | GER  | 1,83 PB  |
| 6     | Julija Lewtschenko | UKR  | 1,83     |
| 7     | Salome Lang        | SUI  | 1,79     |
| 7     | Claire Orcel       | BEL  | 1,79 =SB |

#### Stabhochsprung
| Platz | Athletin           | Land | Höhe (m) |
| ----- | ------------------ | ---- | -------- |
| 1     | Angelica Moser     | SUI  | 4,35     |
| 2     | Aljona Lutkowskaja | RUS  | 4,20     |
| 3     | Kamila Przybyła    | POL  | 4,20     |
| 4     | Elina Lampela      | FIN  | 4,15     |
| 5     | Lisa Gunnarsson    | SWE  | 4,10     |
| 6     | Alix Dehaynain     | FRA  | 4,10     |
| 7     | Reena Koll         | EST  | 4,10 =SB |
| 8     | Dominique Esselaar | NED  | 4,05     |

#### Weitsprung
| Platz | Athletin           | Land | Weite (m) |
| ----- | ------------------ | ---- | --------- |
| 1     | Florentina Marincu | ROU  | 6,78      |
| 2     | Anna Bühler        | GER  | 6,55      |
| 3     | Fátima Diame       | ESP  | 6,55      |
| 4     | Jessie Maduka      | GER  | 6,31      |
| 5     | Hanne Maudens      | BEL  | 6,29      |
| 6     | Natalia Chacińska  | POL  | 6,16      |
| 7     | Beatrice Fiorese   | ITA  | 6,09      |
| 8     | Eszter Bajnok      | HUN  | 6,07      |

#### Dreisprung
| Platz | Athletin                  | Land | Weite (m) |
| ----- | ------------------------- | ---- | --------- |
| 1     | Walentina Kosolapowa      | RUS  | 13,27     |
| 2     | Kristina Malaija          | RUS  | 13,25     |
| 3     | Florentina Marincu        | ROU  | 13,08     |
| 4     | Benedetta Cuneo           | ITA  | 13,02     |
| 5     | Senni Salminen            | FIN  | 12,98     |
| 6     | Yanis David               | FRA  | 12,85     |
| 7     | Eva Mustar                | SLO  | 12,80     |
| 8     | Alexandra Georgiana Mihai | ROU  | 12,77     |

#### Kugelstoßen
| Platz | Athletin             | Land | Weite (m)    |
| ----- | -------------------- | ---- | ------------ |
| 1     | Emel Dereli          | TUR  | 18,40 WJL NR |
| 2     | Claudine Vita        | GER  | 17,13 PB     |
| 3     | Alijona Bugakowa     | RUS  | 16,81        |
| 4     | Klaudia Kardasz      | POL  | 16,80 PB     |
| 5     | Jelena Bezruchenko   | RUS  | 16,27        |
| 6     | Alina Kenzel         | GER  | 15,70        |
| 7     | Karolina Nesterowicz | POL  | 15,57 PB     |
| 8     | Adele Nicoll         | GBR  | 15,55        |

#### Diskuswurf
| Platz | Athletin                  | Land | Weite (m) |
| ----- | ------------------------- | ---- | --------- |
| 1     | Claudine Vita             | GER  | 57,47     |
| 2     | Veronika Domjan           | SLO  | 56,63 NR  |
| 3     | Anastasija Witijugowa     | RUS  | 54,21 PB  |
| 4     | Aleksandra Grubba         | POL  |           |
| 5     | Jennifer Prestel          | GER  | 49,34     |
| 6     | Karyna Tscherednytschenko | UKR  | 49,16     |
| 7     | Lisa Brix Pedersen        | DEN  | 49,07     |
| 8     | Ivana Mužarić             | CRO  | 47,81     |

#### Hammerwurf
| Platz | Athletin                | Land | Weite (m) |
| ----- | ----------------------- | ---- | --------- |
| 1     | Audrey Ciofani          | FRA  | 67,20     |
| 2     | Beatrice Nedberge Llano | NOR  | 64,76     |
| 3     | Katarzyna Furmanek      | POL  | 63,80     |
| 4     | Suvi Koskinen           | FIN  | 63,03     |
| 5     | Réka Gyurátz            | HUN  | 62,94     |
| 6     | Zsófia Bácskay          | HUN  | 62,46     |
| 7     | Sophie Gimmler          | GER  | 61,07     |
| 8     | Emma Thor               | SWE  | 60,45     |

#### Speerwurf
| Platz | Athletin             | Land | Weite (m)    |
| ----- | -------------------- | ---- | ------------ |
| 1     | Maria Andrejczyk     | POL  | 59,73 WJL PB |
| 2     | Anete Kociņa         | LAT  | 58,88 PB     |
| 3     | Aleksandra Ostrowska | POL  | 56,24 PB     |
| 4     | Réka Szilágyi        | HUN  | 55,91 PB     |
| 5     | Marie-Therese Obst   | NOR  | 53,60 SB     |
| 6     | Azize Altun          | TUR  | 53,01 PB     |
| 7     | Victoria Hudson      | AUT  | 52,68 PB     |
| 8     | Eda Tuğsuz           | TUR  | 51,82        |

#### Siebenkampf
| Platz | Athletin         | Land | Punkte       |
| ----- | ---------------- | ---- | ------------ |
| 1     | Caroline Agnou   | SUI  | 6123 WJL NUR |
| 2     | Hanne Maudens    | BEL  | 5720 PB      |
| 3     | Louisa Grauvogel | GER  | 5704         |
| 4     | Noor Vidts       | BEL  | 5652 PB      |
| 5     | Marija Pawlowa   | RUS  | 5613 PB      |
| 6     | Emma Stenlöf     | SWE  | 5600 SB      |
| 7     | Lovisa Östervall | SWE  | 5482 PB      |
| 8     | Paulina Ligarska | POL  | 5379 PB      |

## Abkürzungen
- WR = Weltrekord
- WU20R = U20-Weltrekord
- OR = olympischer Rekord
- YOR = olympischer Jugendrekord
- AR = Kontinentalrekord
- AU20R = U20-Kontinentalrekord
- NR = nationaler Rekord
- NU20R = nationaler U20-Rekord
- CR = Meisterschaftsrekord
- MR = Veranstaltungsrekord
- WB = Weltbestleistung
- WU20B = U20-Weltbestleistung
- WU18B = U18-Weltbestleistung
- AB = Kontinentalbestleistung
- AU20B = U20-Kontinentalbestleistung
- AU18B = U18-Kontinentalbestleistung
- NB = nationale Bestleistung
- NU20B = nationale U20-Bestleistung
- NU18B = nationale U18-Bestleistung
- PB = persönliche Bestleistung
- SB = persönliche Saisonbestleistung
- QB = Qualifikationsbestleistung
- WL = Weltjahresbestleistung
- WU20L = U20-Weltjahresbestleistung
- WU18L = U18-Weltjahresbestleistung
- DSQ = disqualifiziert (engl. Disqualified)
- DNS = Wettkampf nicht angetreten (engl. Did Not Start)
- DNF = Wettkampf nicht beendet (engl. Did Not Finish)

## Medaillenspiegel
| Platz | Land                   | Gold | Silber | Bronze | Gesamt |
| ----- | ---------------------- | ---- | ------ | ------ | ------ |
| 1     | Vereinigtes Königreich | 11   | 6      | 0      | 17     |
| 2     | Russland               | 5    | 5      | 6      | 16     |
| 3     | Deutschland            | 4    | 8      | 5      | 17     |
| 4     | Polen                  | 4    | 3      | 4      | 13     |
| 5     | Italien                | 2    | 3      | 4      | 9      |
| 6     | Frankreich             | 2    | 2      | 5      | 9      |
| 7     | Belgien                | 2    | 2      | 1      | 5      |
| 8     | Dänemark               | 2    | 1      | 1      | 4      |
| 9     | Türkei                 | 2    | 0      | 1      | 3      |
| 10    | Schweiz                | 2    | 0      | 0      | 2      |